# Am Mellensee
Am Mellensee är en kommun i Tyskland, belägen i Landkreis Teltow-Fläming i förbundslandet Brandenburg, omkring 40 km söder om centrala Berlin. Kommunen bildades genom en reform 2002, genom sammanslagning av sex kommuner i området, i det dåvarande Amt Mellensee, och utvidgades 2003 genom sammanslagning med ytterligare två kommuner. Inom dagens gränser har kommunen 6 473 invånare (2012).

## Geografi
Am Mellensee ligger omkring 40 km söder om centrala Berlin i landskapet Teltow och gränsar till städerna Trebbin i nordväst, Zossen i öster, Baruth/Mark i sydost och kommunen Nuthe-Urstromtal i sydväst.  I utkanten av kommunen ligger sjöarna Hegesee, Mellensee, Neuendorfer See och Schulzensee.

### Administrativ indelning
Kommunen indelas i åtta orter som utgör administrativa kommundelar (Ortsteile)> de var alla tidigare självständiga kommuner. Inom parentes året de bildade eller uppgick i Am Mellensee.
- Gadsdorf (2003)
- Klausdorf (2002)
- Kummersdorf-Alexanderdorf (2002)
- Kummersdorf-Gut (2002)
- Mellensee (2002)
- Rehagen (2002)
- Saalow (2003)
- Sperenberg (2002)

## Kultur och sevärdheter
I Kummersdorf-Alexanderdorf finns ett nunnekloster, grundat av benediktinerorden 1934. Kummersdorf-Gut har ett historiskt-tekniskt museum över platsens tidigare användning som militär försöksanläggning, Heeresversuchsanstalt, under Nazityskland.
I Klausdorf finns ett större strandbad, samt ett hembygdsmuseum över ortens historia och den tidigare tegeltillverkningen på platsen.

## Kommunikationer
Kommunen har endast regionala landsvägar och inga större förbundsvägar, men ligger i närheten av Bundesstrasse 96, Bundesstrasse 101 och Bundesstrasse 246 som ansluter orterna till Berlinregionens vägnät.
Järnvägen Zossen-Jüterbog, den gamla preussiska militärbanan, är sedan 1990-talet nedlagd och de tidigare stationerna vid Kummersdorf-Gut, Sperenberg, Rehagen, Klausdorf och Mellensee trafikeras inte längre. Sedan 2003 används spåren istället för turistutflykter med dressiner.